# 间氯过氧苯甲酸
间氯过氧苯甲酸（英語：meta-Chloroperoxybenzoic acid，缩写为mCPBA）是一个过氧酸，为白色固体，常用作有机合成中的氧化剂。较其它过氧酸相比，mCPBA更易于处理和储存，故更常在反应中使用。mCPBA氧化性强，与可燃物接触可能起火。

## 制备与纯化
mCPBA可以通过间氯苯甲酰氯与过氧化氢的碱性溶液反应，随后酸化来制备。
市售的mCPBA通常为耐贮存混合物的形式，其中mCPBA的比例小于72%，其余部分为间氯苯甲酸（10％）和水。若需提纯混合物中的mCPBA,可使用pH = 7.5的缓冲溶液洗涤。过氧酸的酸性通常略弱于对应的羧酸，因此过氧酸中的羧酸杂质可通过控制pH值去除。纯化后的mCPBA在塑料容器中低温储存时具有相当的稳定性，相对不易分解。
在必须控制mCPBA确切用量的反应中，可以滴定样品以确定氧化剂的确切实际数量。

## 反应
mCPBA的主要应用包括将酮转化为酯（拜耳－维立格氧化反应）、烯烃环氧化（Prilezhaev反应）、烯醇硅醚转化为硅烷化α-羟基酮（鲁伯特姆氧化反应）、氧化硫化物到亚砜或砜的反应、以及胺氧化制备氧化胺的反应。下图反应式为环己烯被mCPBA环氧化的反应：
环氧化机理上属协同反应，产物的环氧基保留原材料烯基的顺反构型。环氧化反应的中间体如下所示：
过氧酸“打开”C=C双键时，反应过渡态的构型使下列两个前线轨道反应得以进行：
- πC=C （HOMO）与σ*O-O （LUMO）的反应，对应一条C-O键的形成与过氧O-O键断裂；
- nO （HOMO,即sp2杂化的氧原子上一个充满的p轨道）与π*C=C （LUMO）的反应，对应另一条C-O键的形成以及C=C双键中π键的断裂。